# Římskokatolická farnost Telč
Římskokatolická farnost Telč je územní společenství římských katolíků v rámci telčského děkanství brněnské diecéze s farním kostelem svatého Jakuba.

## Historie farnosti
Stáří farního kostela není přesně známé, odhady kladou jeho vznik do konce 13. století. Nejstarší doloženou zmínkou je existence fary v roce 1372. Požár v roce 1386 farní kostel zničil. Další svatojakubský farář se pak v dokumentech objevuje až v roce 1417. Podle řady pramenů proběhlo právě v Telči v listopadu 1437 setkání císaře Zikmunda Lucemburského s legátem basilejského koncilu Jiřím z Vichu a papežským legátem Giovannim Francesco Capodilistou. Nový kostel byl vysvěcen v polovině 15. století. Roku 1892 byla provedena rozsáhlá rekonstrukce kostela. Roku 1961 byl kostel znovu uzavřen kvůli velkému naklonění věže. Došlo ke statickému zajištění a souvislosti s tím i k větší celkové rekonstrukci, na níž se z velké části obětavě podíleli místní farníci. Na podzim roku 1988 byl kostel po 27 letech vrácen svému účelu.

## Duchovní správci
Farářem je od 1. srpna 2011 R. D. Mgr. Josef Maincl. Spolu s ním ve farnosti od 29. června 2014 působí farní vikář R. D. Mgr. Karel Adamec. Josefa Maincla od 1. srpna 2025 nahradil v pozici faráře i děkana telčského R. D. Mgr. Jiří Dobeš.

## Bohoslužby
| Kostel                   | Místo    | Bohoslužba (den)     | Hodina                                                                      | Poznámka        |
| ------------------------ | -------- | -------------------- | --------------------------------------------------------------------------- | --------------- |
| svatého Jakuba           | Telč     | neděle pátek sobota  | 7.30, 9.00 (od ledna do 5. neděle postní v kostele Jména Ježíš) 17.00 18.00 | farní kostel    |
| svaté Anny               | Telč     | úterý čtvrtek        | 7.00                                                                        | filiální kostel |
| Matky Boží               | Telč     | neděle středa sobota | 10.30 18.30 18.00                                                           | filiální kostel |
| Jména Ježíš              | Telč     |                      |                                                                             | filiální kostel |
| svatého Jana Nepomuckého | Krahulčí |                      |                                                                             | filiální kostel |
| svatého Vojtěcha         | Studnice |                      |                                                                             | filiální kostel |

## Aktivity ve farnosti
Den vzájemných modliteb farností za bohoslovce a bohoslovců za farnosti brněnské diecéze a Adorační den připadá na 21. dubna.
Ve farnosti se pravidelně koná tříkrálová sbírka. V roce 2017 se při sbírce vybralo v Telči a okolí 222 878 korun.
Farní kostel je možné si prohlédnout během každoroční Noci kostelů.

## Primice
Ve farnosti slavil primici:
- Mgr. Michal Polenda (2002)[7]
- Ing. Jiří Janalík (2016) [8]
- 21. června 2020 Jan Pavlíček (svěcení přijal 20. 6. 2020 v katedrále sv. Petra a Pavla v Brně z rukou brněnského biskupa Mons. Vojtěcha Cikrleho)